# Comando da Área de Retaguarda do Grupo de Exércitos
O Comando da Área de Retaguarda do Grupo de Exércitos (em alemão:  Befehlshaber des rückwärtigen Heeresgebietes) foi uma área de jurisdição militar por trás de cada um dos três grupos de exército da Wehrmacht desde 1941, a invasão alemã da União Soviética na Operação Barbarossa, até 1944, quando os territórios pré-guerra da União Soviética foram recuperados. As áreas foram locais de assassinatos em massa durante o Holocausto e de outros crimes contra a humanidade contra a população civil.

## Antecedentes e planejamento
Durante as fases iniciais do planeamento da invasão da União Soviética, Operação Barbarossa, as áreas de retaguarda atrás das linhas da frente foram previstas para serem subordinadas aos respectivos exércitos, como aconteceu durante a invasão da Polônia. No início de abril de 1941, entretanto, os planejadores militares decidiram limitar as áreas de jurisdição do exército ( Rückwärtiges Armeegebiet), com a maior parte do território a ser controlado pelas Áreas de Retaguarda do Grupo de Exércitos. 
Os planeadores previram que os territórios ocupados passariam rapidamente para a administração civil; assim, as diretrizes exigiam que os comandantes das áreas de retaguarda dos Grupos de Exércitos se concentrassem na segurança das linhas de comunicação e de instalações militares importantes, como depósitos de armazenamento e aeródromos. As Áreas de Retaguarda do Grupo de Exércitos também foram responsáveis pela transferência de prisioneiros de guerra para a retaguarda. 

## Organização
Os Comandos da Área de Retaguarda do Grupo de Exércitos Norte, Grupo de Exércitos Centro e Grupo de Exércitos Sul eram responsáveis pela segurança da retaguarda em suas respectivas áreas de operação. Cada um tinha um quartel-general subordinado ao grupo de exército correspondente, reportando-se também ao Intendente General da Wehrmacht Eduard Wagner, que era responsável pela segurança da retaguarda.  Cada área de retaguarda do Grupo de Exércitos tinha uma  Propagandakompanie, para atividades de propaganda dirigidas à população civil. 
Os comandantes da Área de Retaguarda do Grupo de Exércitos controlavam nove Divisões de Segurança, encarregadas da segurança das comunicações e das linhas de abastecimento, da exploração económica e do combate aos combatentes irregulares (partidários) atrás da linha da frente. As Divisões de Segurança também supervisionavam unidades da Geheime Feldpolizei (Polícia Secreta de Campo) da Wehrmacht. Os comandantes da área de retaguarda operavam em paralelo com os líderes superiores da SS e da polícia nomeados pelo chefe da SS, Heinrich Himmler, para cada uma das áreas de retaguarda do grupo de exércitos.  Nas palavras do historiador Michael Parrish, estes comandantes do exército "presidiram um império de terror e brutalidade". 

## Guerra de segurança e atrocidades
As funções dos comandantes de área incluíam a segurança das comunicações e das linhas de abastecimento, a exploração económica e o combate às guerrilhas (partidários) nas áreas de retaguarda da Wehrmacht.  Além das forças de segurança da Wehrmacht, as formações SS e SD operavam nas mesmas áreas, sob o comando dos respectivos SS Superiores e Líderes da Polícia. Essas unidades incluíam destacamentos de Einsatzgruppen, três regimentos policiais (Norte, Centro e Sul), as unidades Waffen-SS do Kommandostab Reichsführer-SS e Ordnungspolizei adicionais (Batalhões de Polícia da Ordem), cujas unidades perpetraram assassinatos em massa durante o Holocausto nas áreas de jurisdição militar. 
As formações de segurança, muitas vezes em coordenação ou sob a liderança da Wehrmacht, conduziram operações de segurança contra a população civil, sob a doutrina do Partisanenkrieg (mais tarde Bandenbekämpfung, ou "luta de gangues"). As “operações antipartidárias” em áreas “infestadas de bandidos” resultaram na destruição de aldeias, apreensão de gado, deportação de população saudável para trabalho escravo para a Alemanha e assassinato de pessoas em idade não produtiva.  Nos seus relatórios, as unidades da Wehrmacht descreveram eufemisticamente as operações como "eliminação de ninhos partidários, acampamentos partidários, bunkers partidários". Os seus registos mostram que nas fases iniciais da ocupação, em 1941-42, as divisões de segurança da Wehrmacht perderam um soldado morto por cada 100 "guerrilheiros" que morreram, com a população judaica a constituir a maioria das vítimas.  Na Área de Retaguarda Central do Grupo de Exércitos, 80.000 "suspeitos guerrilheiros" foram mortos entre junho de 1941 e maio de 1942, resultando em 1.094 baixas alemãs. 

## Comandantes

### Área Traseira Norte do Grupo de Exércitos
| General da Infantaria Franz von Roques (1887–1967) |

| General da Infantaria Kuno-Hans von Both (1884–1955) |

### Área Traseira Central do Grupo de Exércitos
| General da Infantaria Max von Schenckendorff (1875–1943) |

| General der Gebirgstruppe Ludwig Kübler (1889–1947) Interino |

| General da Cavalaria Edwin Graf von Rothkirch und Trach (1888–1980) |

### Área Traseira Sul do Grupo de Exércitos
| General da Infantaria Karl von Roques (1880–1949) |

| General da Infantaria Erich Friderici (1885–1967) Interino |

| General da Infantaria Karl von Roques (1880–1949) |

| General da Infantaria Erich Friderici (1885–1967) |

| General da Infantaria Joachim Witthöft (1887–1966)Como Área de retaguarda do Grupo de Exércitos B |

| General da Infantaria Friedrich Mieth (1888–1944) Como Área de retaguarda do Grupo de Exércitos Don |